# Hohenselchow-Groß Pinnow
Hohenselchow-Groß Pinnow es un municipio situado en el distrito de Uckermark, en el estado federado de Brandeburgo (Alemania), a una altura de 45 metros. Su población a finales de 2016 era de 800 habs. y su densidad poblacional, 20 hab/km².